# Mas d'en Sord
El Mas d'en Sord és un mas situat al municipi de Renau, a la comarca catalana del Tarragonès.